# مجموعة التنمية الاقتصادية المشتركة بين الولايات المتحدة وإسرائيل
مجموعة التنمية الاقتصادية المشتركة بين الولايات المتحدة وإسرائيل (بالإنجليزية: U.S.–Israel Joint Economic Development Group ( JEDG ))هي الاجتماع الثنائي السنوي بين إسرائيل والولايات المتحدة والذي يهدف إلى مناقشة الظروف الاقتصادية في كلا البلدين والإصلاحات الاقتصادية المحتملة التي يمكن أن تتخذها حكومة إسرائيل. منذ عام 2003، تم التوقيع على الشروط المالية وغيرها من الشروط الاقتصادية لاتفاقية ضمان القروض بين الولايات المتحدة وإسرائيل (LGCA) بقيمة 9 مليارات دولار من قبل وزارة الخارجية الأمريكية ووزارة الخزانة الأمريكية ووزارة المالية الإسرائيلية في مجموعة التعاون الاقتصادي الإسرائيلي. انعقد آخر اجتماع لمجموعة التنمية الاقتصادية المشتركة في 29 يونيو 2009 في واشنطن العاصمة، كما انعقد آخر مراجعة نصف سنوية لاتفاقية ضمان القروض بين الولايات المتحدة وإسرائيل في 15 ديسمبر 2009.

## روابط خارجية
- مراجعة منتصف العام 2009
- البيان الصحفي لـ JEDG لعام 2009
- شروط 2009-10